# BMW i3
La BMW i3 è un'autovettura di segmento B a propulsione elettrica prodotta dal 2013 a luglio 2022 dalla casa automobilistica tedesca BMW.
La vettura non è stata sostituita con un erede, in quanto la BMW ha virato per l'elettrificazione di altri modelli.

## Storia e profilo

### Le origini: dalla E1 al progetto Mega-City
Già nel 1972 la BMW aveva al suo attivo alcune realizzazioni di vetture sperimentali a propulsione interamente elettrica, ma si trattava di versioni modificate di modelli già esistenti e quindi di fascia medio-alta (negli anni settanta la BMW non aveva modelli di fascia bassa o medio-bassa). L'idea della casa di Monaco di realizzare una vettura cittadina a propulsione elettrica, quindi con un impatto ambientale diretto pari a zero, risale invece al 1991, quando in settembre, al Salone di Francoforte, venne presentato un prototipo di utilitaria denominato E1, e caratterizzato dagli ingombri assai ridotti (3,40 metri di lunghezza, all'incirca come una contemporanea Fiat Panda). Si sarebbe trattato di fatto della prima utilitaria BMW, caratterizzata peraltro da soluzioni stilistiche che la legavano immediatamente alla più recente produzione della casa dell'elica, prima fra tutte la Serie 3 E36, della quale riprendeva il frontale a fari sdoppiati e carenati con la classica calandra a doppio rene. Ma la vera particolarità era in corrispondenza del retrotreno, dove era stato montato un motore elettrico da 43,5 CV, alimentato da una batteria al sodio-solfato da 120 V sistemata sotto i sedili posteriori, in grado di spingere la vettura ad una velocità massima di 120 km/h. Dal punto di vista strutturale la E1 proponeva soluzioni d'avanguardia, come la scocca alleggerita mediante estrusi in alluminio e pannelli in plastica. Ciò permetteva alla vettura di arrivare ad un'autonomia di 200 km. La vettura rimase allo stadio di prototipo poiché realizzata al solo scopo di testare i vantaggi e gli svantaggi di una vettura a trazione elettrica. La BMW, insomma, stava muovendosi con cautela in un settore a lei quasi del tutto nuovo, se si escludono appunto i primissimi esemplari di vent'anni prima e così avrebbe fatto anche negli anni a venire.

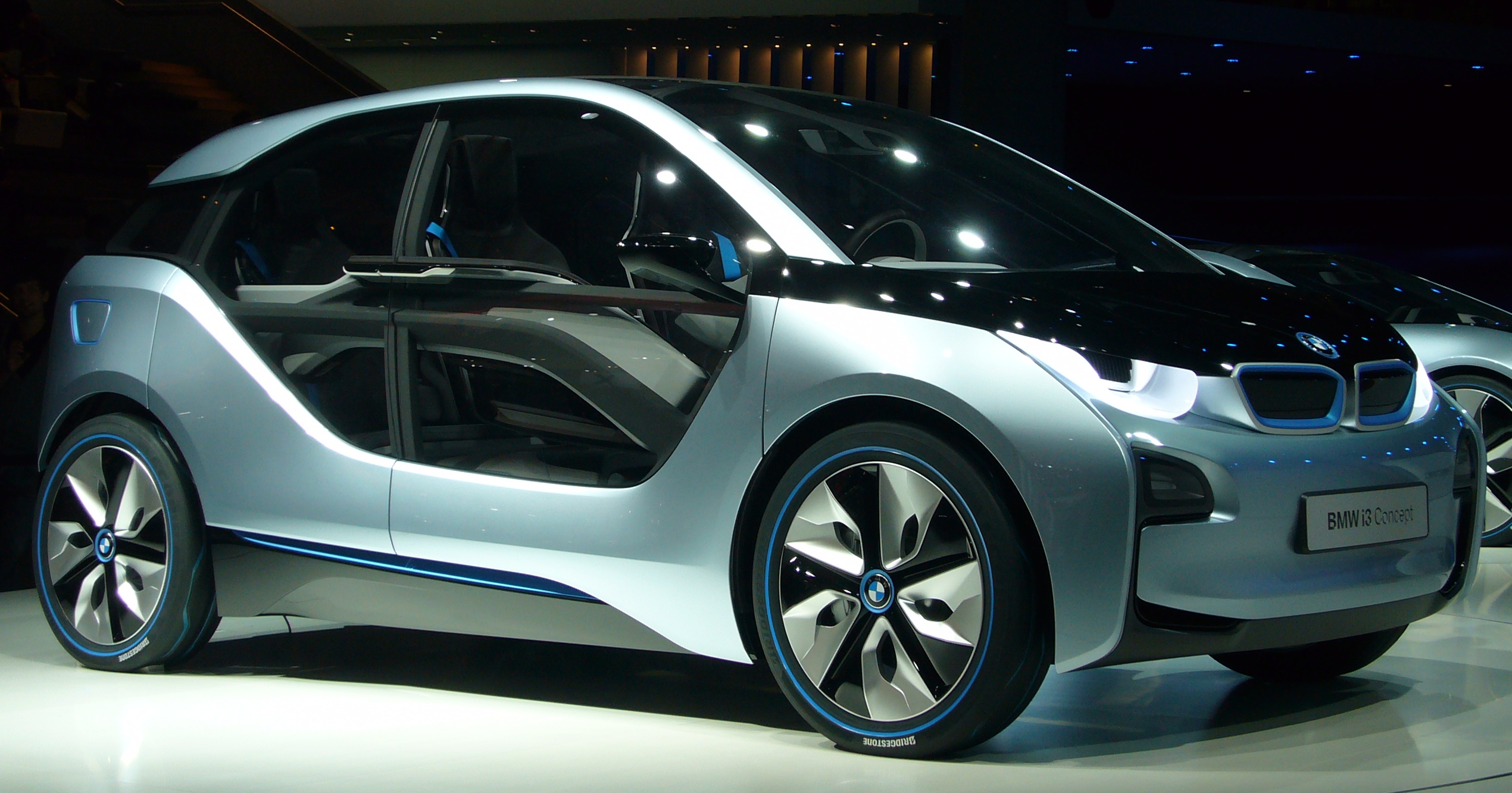
BMW i3 Concept al salone di Francoforte del 2011

Alla E1 seguirono altri studi inerenti alla mobilità ad impatto zero: nel 1992 venne presentata a Los Angeles la BMW E2, in pratica una evoluzione in chiave yankee della E1 (corpo vettura dalle dimensioni maggiorate e gruppo motore-batteria dalle maggiori prestazioni). Anche questo prototipo rimase tale. Nei restanti anni novanta la ricerca sulla mobilità ecosostenibile continuò, non più basata su modelli dalle dimensioni ridotte, ma su delle BMW 325 della serie E36. La BMW si riaffacciò sulla scena nell'ambito delle vetture da città a trazione elettrica nel 2009, quando dapprima venne annunciato il varo del progetto Mega-City Vehicle, che prevedeva la realizzazione di una citycar elettrica e che alcune voci di corridoio volevano fosse ispirata nel corpo vettura alla Isetta degli anni cinquanta del secolo scorso. Le illazioni a tale proposito si ridimensionarono quando nello stesso anno venne presentata la Mini E, versione a trazione elettrica della "piccola" inglese la cui produzione era ormai da anni sotto il controllo della BMW. La Mini E non faceva in realtà parte del progetto Mega-City Vehicle, ma la sua introduzione ebbe l'effetto di spegnere le ipotesi più fantasiose da parte della stampa specializzata. La vettura venne utilizzata per essere testata lungo le strade di alcune grosse città (Berlino, Londra, ecc) allo scopo di vagliare le doti di durata ed autonomia delle batterie.
Il comparto elettro-meccanico della futura citycar BMW ebbe una svolta quasi definitiva nel 2011, quando venne introdotta, sempre a livello sperimentale, la BMW ActiveE, una variante elettrica della Serie 1 Coupé, la quale incorporava al suo interno una gran parte delle componenti destinate ad essere utilizzate nella i3. Nel frattempo si ultimò la carrozzeria della concept prefigurante la i3 quasi definitiva ed il progetto Mega-City evolse nel progetto BMW i, volto alla realizzazione di veicoli elettrici o ibridi. Si arrivò così al Salone di Francoforte del 2011, dove per la prima volta vennero esposte la i3 Concept e la i8 Concept. Quest'ultima fu l'altra componente della gamma facente parte del progetto BMW i e si trattò di una berlinetta sportiva ibrida.

### Debutto

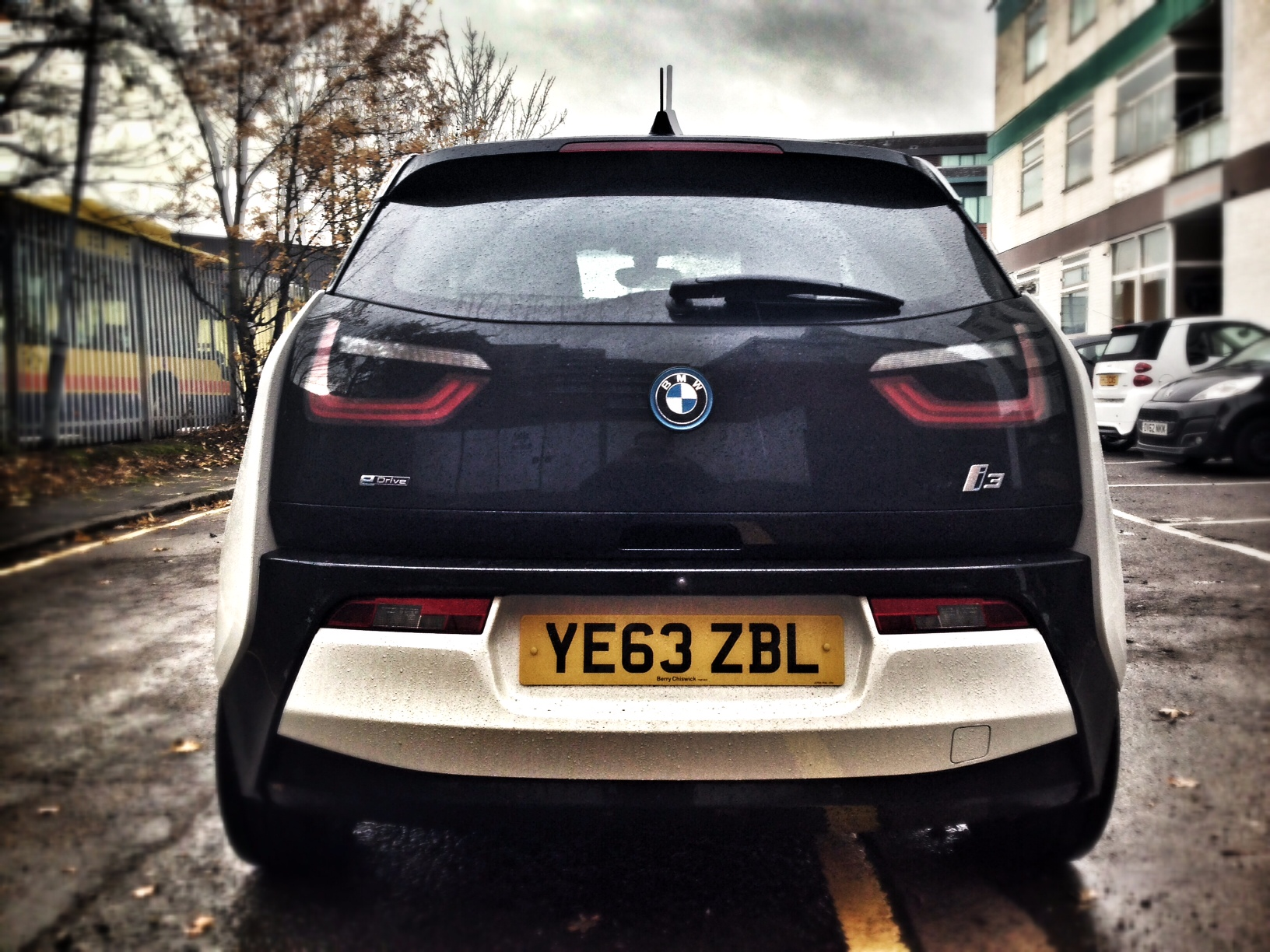
Dettaglio posteriore di una i3; notare i doppi fari con trama a led a "U"

Le prime foto ufficiali sono state diffuse il 24 luglio 2013, pochi giorni prima di quella che è stata una prima presentazione della vettura. Tale evento si è avuto il 29 luglio in contemporanea nelle città di Londra, New York e Pechino.
Il debutto ufficiale della i3 davanti agli occhi del grande pubblico si è avuto tuttavia nuovamente a Francoforte, nel settembre del 2013. In contemporanea con la presentazione alla kermesse tedesca sono state avviate le linee di montaggio nel nuovo stabilimento BMW di Lipsia, fatto costruire appositamente per l'assemblaggio della nuova vettura. Tale assemblaggio, secondo la casa tedesca, si avvale a sua volta di tecniche ecosostenibili e consente un risparmio energetico di circa il 70%.

## Caratteristiche

### Design esterno ed interno

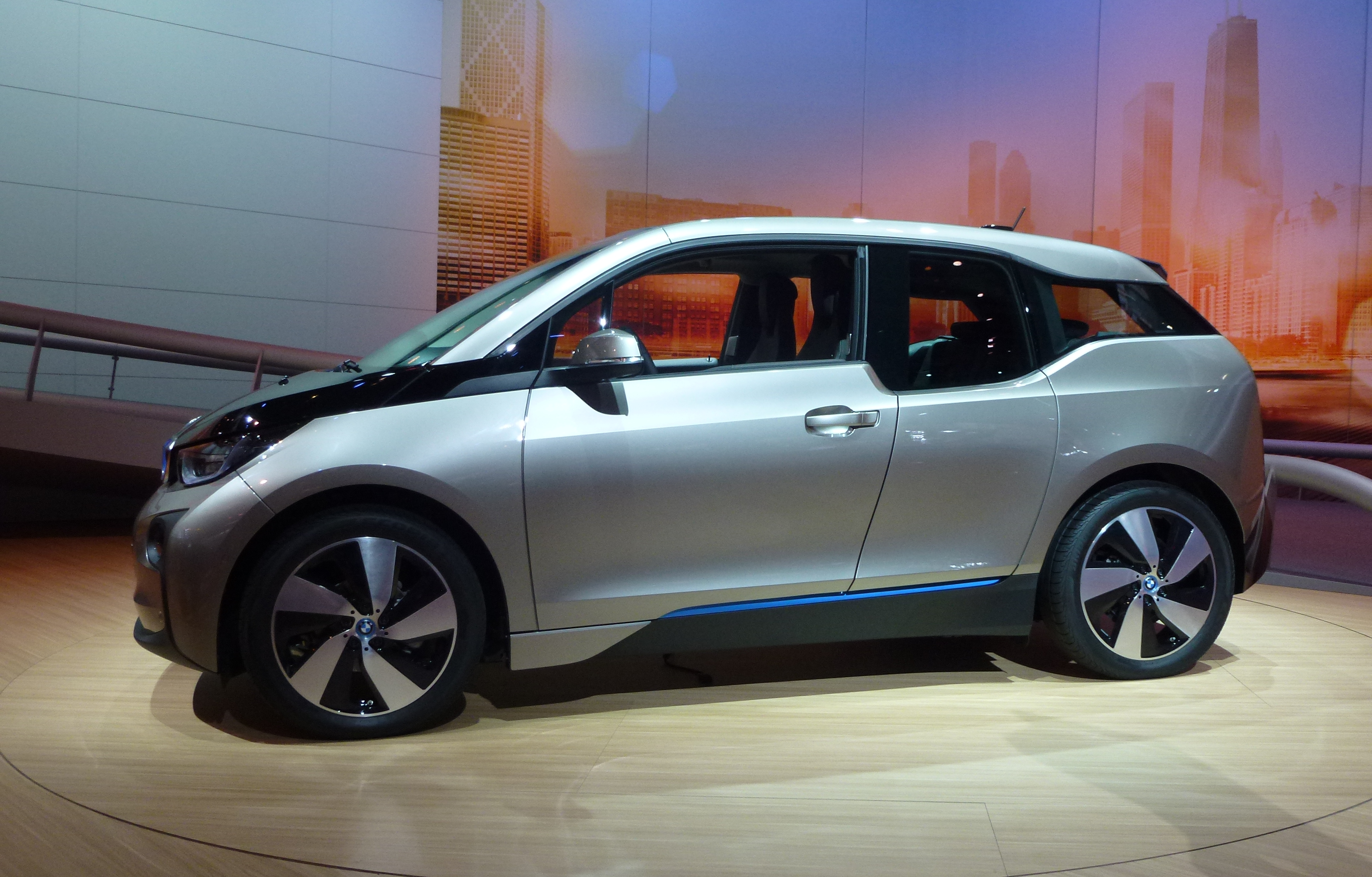
Vista laterale di una i3

La i3, che rappresenta il primo modello elettrico prodotto in massa dalla BMW, costituisce già per questo motivo un punto di svolta nella produzione della casa dell'elica. Ma anche dal punto di vista stilistico la vettura propone un design di rottura rispetto alle vetture tipiche del marchio. Con una carrozzeria monovolume compatta e piuttosto sviluppata in altezza, la i3 si inserisce nella gamma BMW come una vettura dalla vocazione prettamente cittadina. Il disegno del frontale è reso piuttosto massiccio dal grosso scudo paraurti con fendinebbia integrati ed aggressivo dal taglio dei fari anteriori. Questi ultimi presentano il tipico taglio delle vetture della casa bavarese grazie ai doppi proiettori carenati con luci a led a forma di anello. La calandra a doppio rene è chiusa e completamente liscia. Il disegno diviene più particolare lungo la fiancata, caratterizzata dalla presenza di due portiere per lato e dove la linea di cintura assume un andamento a gradino in corrispondenza della portiera posteriore. Quest'ultima è incernierata posteriormente, è priva di maniglia esterna ed è di dimensioni ridotte rispetto a quella anteriore: tale aspetto che già di per sé penalizza l'accesso alla zona posteriore dell'abitacolo, dimostra ancor meno praticità se si pensa che tale portiera può essere aperta solo dopo aver aperto anche quella anteriore. 

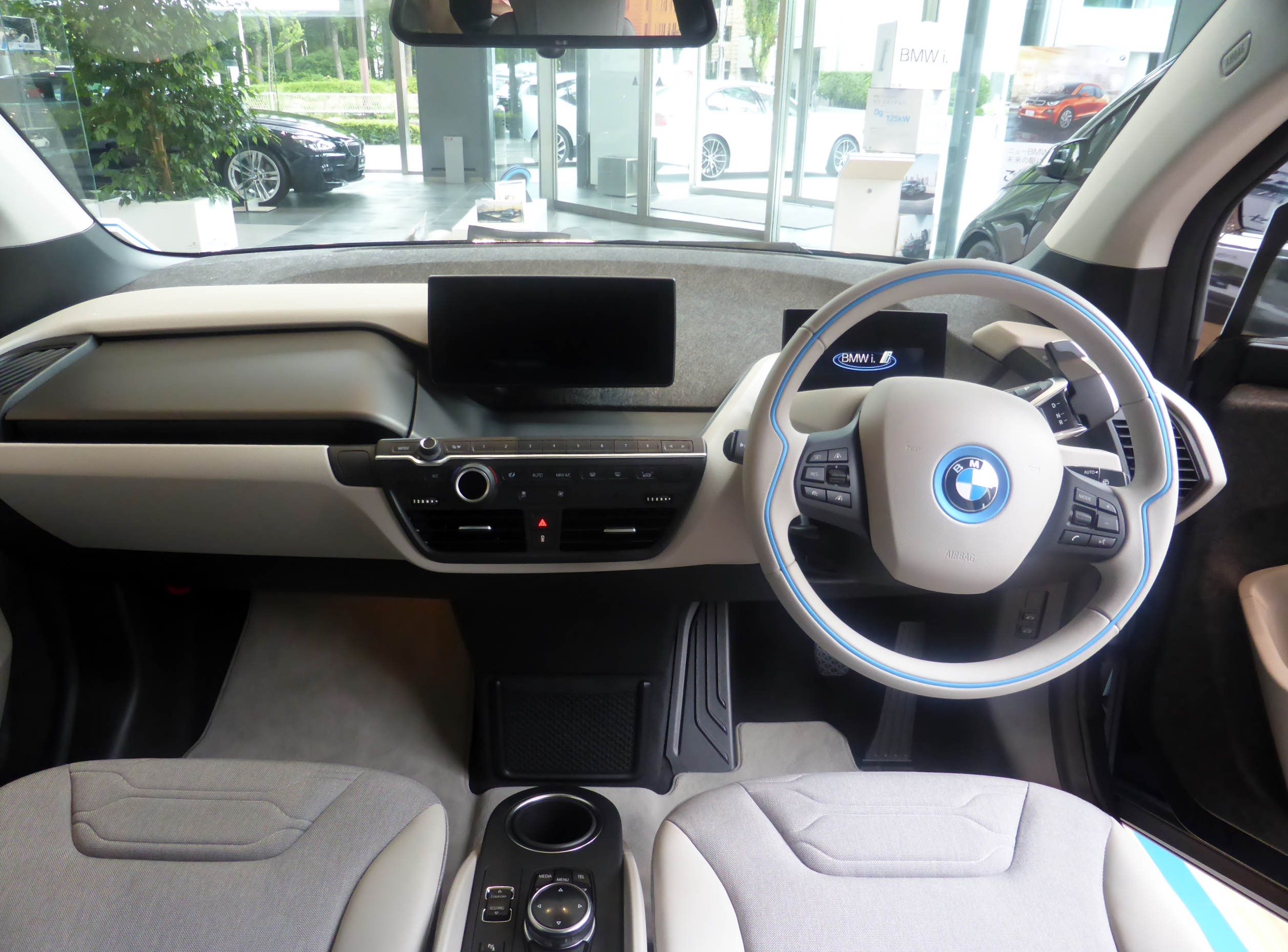
Abitacolo di una i3

Molto particolare è anche la forma piuttosto elaborata dell'intera superficie vetrata laterale, che segue il profilo a gradino della linea di cintura per poi stringersi in maniera molto decisa nella parte posteriore dove va a congiungersi con il lunotto posteriore. Quest'ultimo, dal disegno più convenzionale e sovrastato da un piccolo spoiler. La restante zona posteriore è caratterizzata dalla presenza di due luci a led dal disegno ad U ed anche in questo caso è presente un grosso e massiccio paraurti.

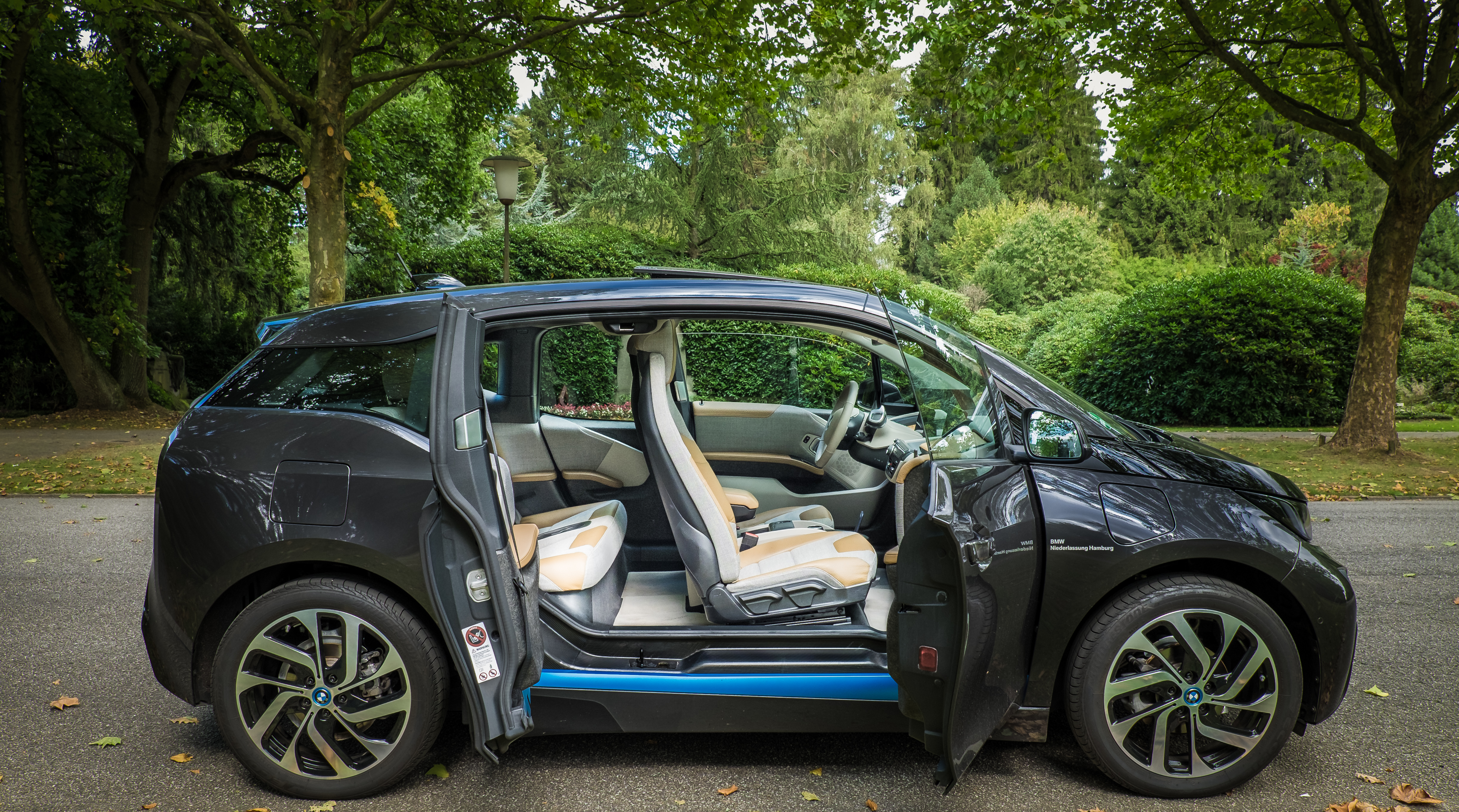
Dettaglio delle portiere ad apertura ad armadio di una i3

Il posto guida della i3 è caratterizzato da un volante multifunzione a due razze sul cui piantone è collocata una leva selettrice che funge da interruttore per il sistema Stop&Start e come leva del cambio per l'inserimento della marcia di parcheggio, la folle o la retromarcia. Il cambio è infatti monomarcia perciò non sono presenti che queste modalità di gestione della trasmissione. La plancia portaoggetti è caratterizzata da una superficie sul lato superiore che presenta una concavità nella zona centrale, dove viene alloggiato il display per la visualizzazione delle informazioni su itinerari, autonomia, e condizioni della vettura. In pratica si tratta dell'ormai consueto sistema iDrive gestito mediante la manopola sul tunnel centrale. Il divano posteriore è in un solo pezzo e l'assenza del tunnel della trasmissione ne consente il passaggio di un passeggero da un lato all'altro senza particolari impedimenti.

### Struttura, meccanica e motore

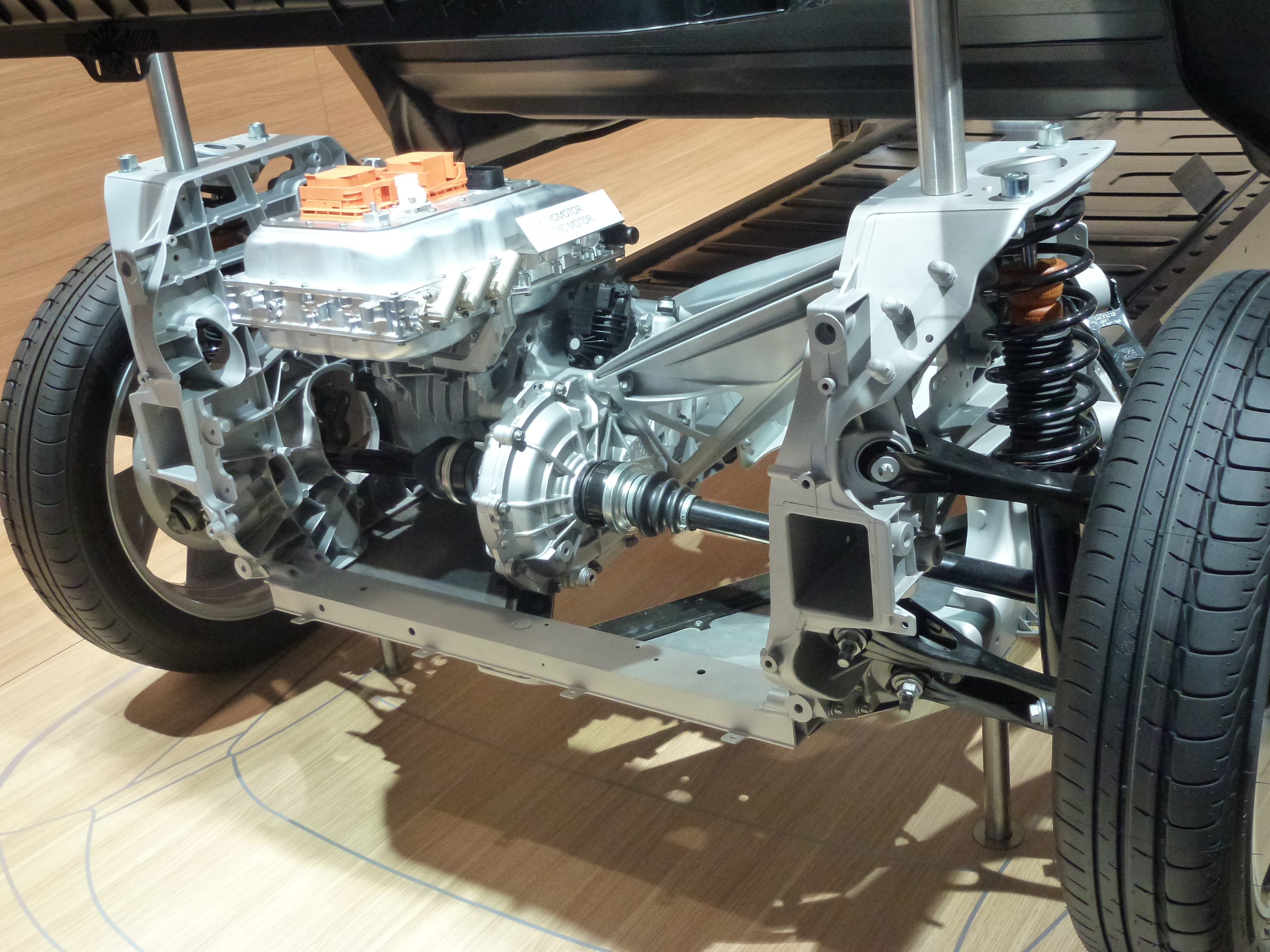
Il motore elettrico di una i3

La i3 nasce su una struttura mista in lega di alluminio e fibra di carbonio, denominata struttura LifeDrive. Si tratta di una struttura che comprende sia le zone su cui vengono montati il motore elettrico e le batterie (modulo Drive), sia la stessa cella abitativa (modulo Life). Quest'ultima è stata realizzata anche utilizzando materiali sintetici, ma anche una speciale colla ad indurimento rapido. Tutto ciò è stato voluto per contenere il più possibile il peso. La stessa disposizione delle batterie e del motore è stata scelta per ottenere un bilanciamento ottimale dei pesi tra avantreno e retrotreno, bilanciamento che in effetti viene ripartito in parti uguali tra i due assali. Non solo, ma il pacco batterie è stato collocato direttamente sul pavimento in maniera tale da ottenere un baricentro il più possibile ribassato.
La meccanica telaistica della i3 prevede un avantreno di tipo MacPherson ed un retrotreno multilink a cinque bracci. Entrambi i componenti sono realizzati in alluminio. Ad interfacciare il corpo vettura con il suolo provvedono quattro grossi cerchi da 19 pollici.

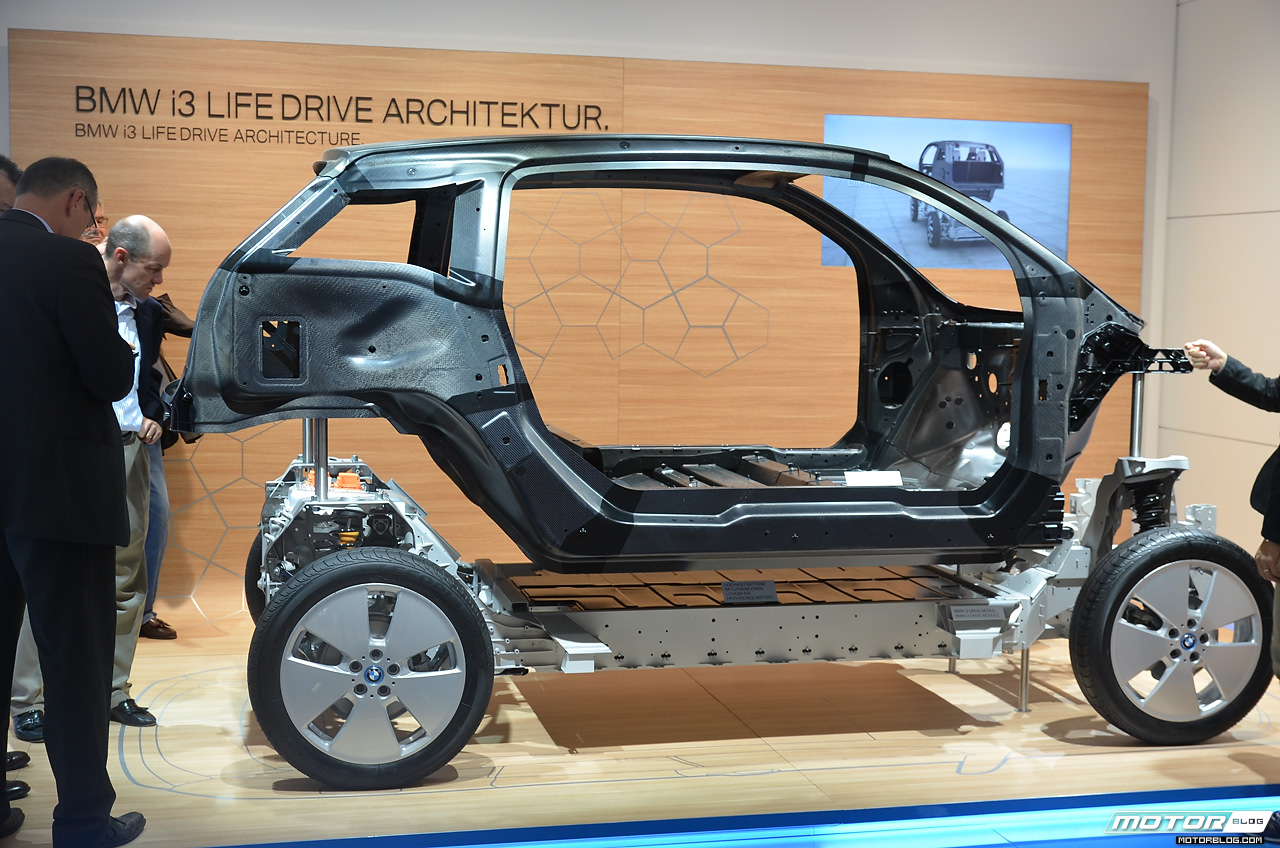
Sezione a "nudo" laterale di una i3; notare la scocca realizzata in fibra di carbonio sotto cui è posto il pianale in alluminio contenente il pacco batterie, le sospensioni e il motore

L'unità motrice è un motore sincrono da 170 CV di potenza massima e 250 Nm come picco di coppia motrice. L'alimentazione del motore avviene mediante un pacco batterie agli ioni di litio da 360 Volt e 22 kWh. La trasmissione è affidata ad un riduttore a singola velocità con differenziale libero che trasmette la trazione al solo asse posteriore.
Con tali caratteristiche, unite ad un peso a vuoto di 1.195 kg, la i3 raggiunge una velocità massima autolimitata a 150 km/h, scattando da 0 a 100 km/h in 7"3. L'autonomia massima della vettura è di 200 km, ma può essere estesa a 300 km se si ordina la vettura con un motore termico aggiuntivo di 650 cm³ che funge esclusivamente da caricatore di batterie, versione denominata Range Extender. Tale motore, della potenza di 38 CV, è un bicilindrico già presente nella normale produzione BMW, ma solo nel ramo motociclistico montato già sullo scooter BMW C 650, e per la prima volta viene utilizzato anche nel campo delle quattro ruote.

## Evoluzione

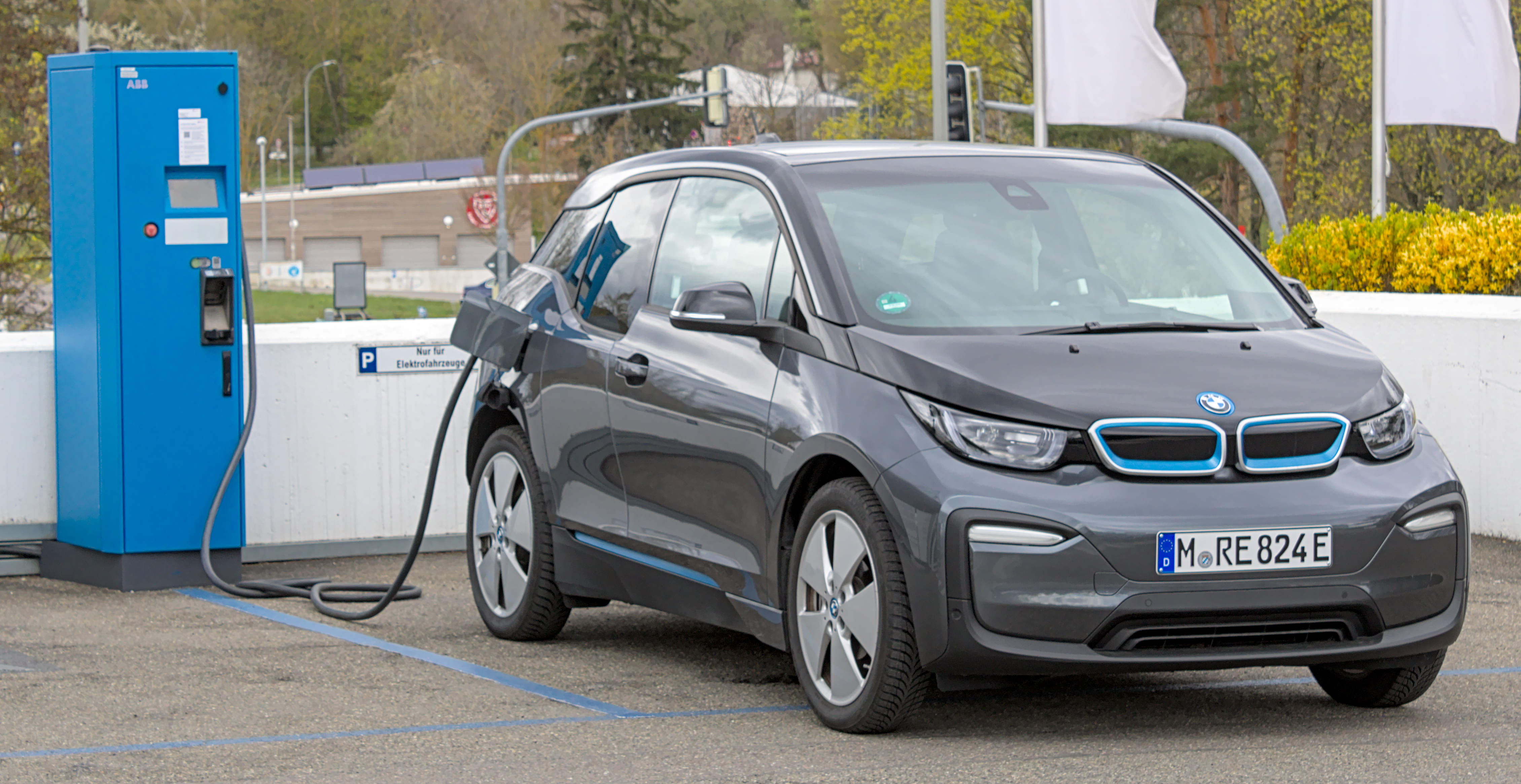
BMW i3S restyling

Nel corso dei successivi tre anni, gli aggiornamenti che hanno interessato la i3 sono stati pochissimi: solo durante l'estate del 2016, la gamma si è estesa con l'arrivo di una versione denominata i3 94Ah, in cui vengono utilizzate batterie da 33 kWh (94 Ah), in grado di estendere l'autonomia da 200 a 300 km nel ciclo NEDC, mentre nella guida reale l'autonomia effettiva passa da 140 a 220 km.

### Restyling 2017

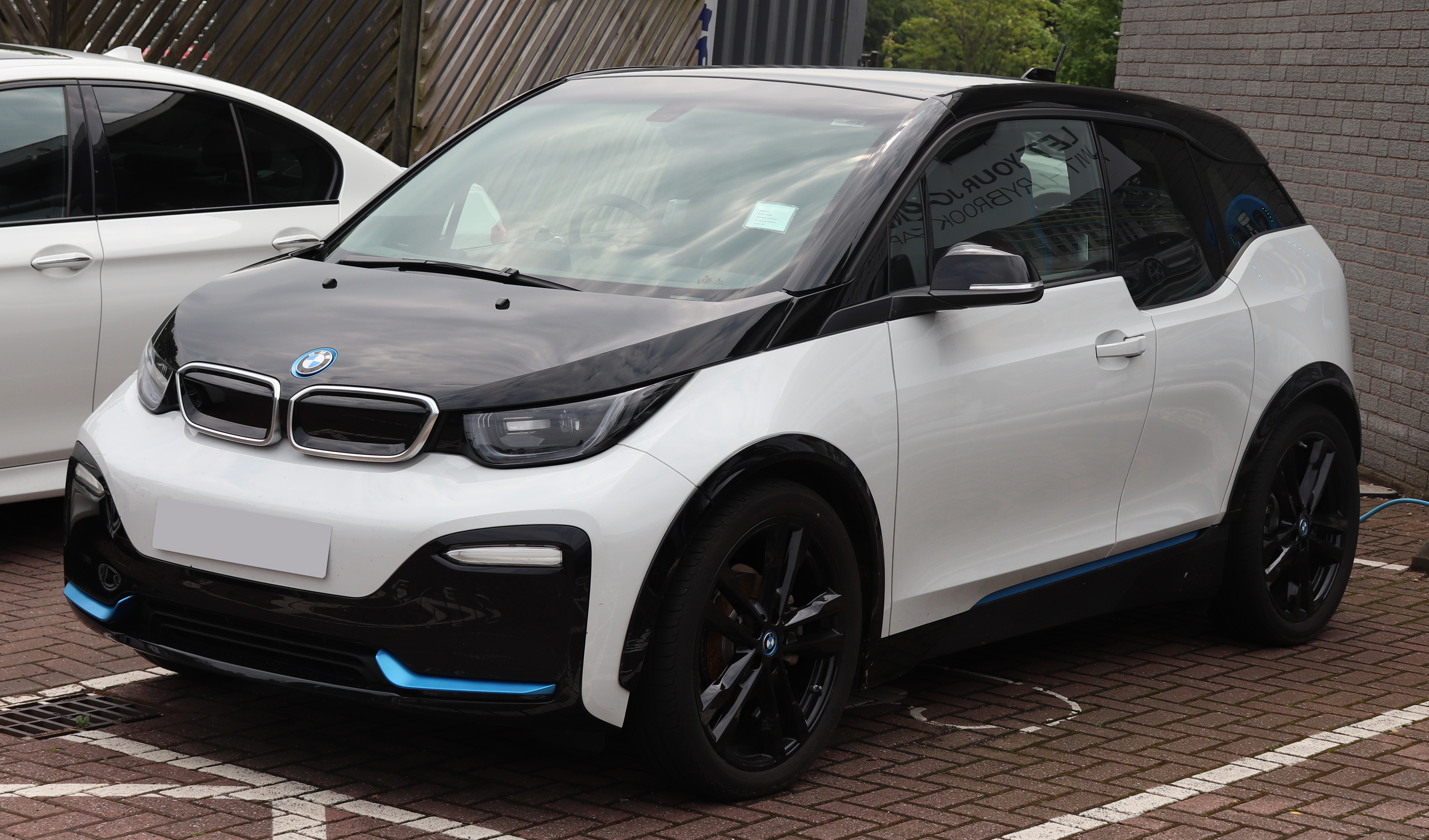
BMW i3S Range Extender

Al Salone di Francoforte del 2017 è stato presentato il restyling di metà carriera per la i3, consistente nel ridisegnamento di paraurti e gruppi ottici, in particolare quelli ausiliari. Le vere novità si sono avute a livello di gamma, che propone stavolta due versioni: la i3 di base, tecnicamente identica alla versione pre-restyling, e la inedita i3 S, in cui il motore elettrico viene portato da 170 a 184 CV di potenza massima. Per quanto riguarda le prestazioni, la velocità di punta della i3 S aumenta a 160 km/h, mentre l'accelerazione da 0 a 100 km/h nel caso della i3 S scende a 6"9.
Nell'autunno del 2018, la gamma vede l'arrivo di una nuova batteria da 42,2 kWh e 120 Ah, mentre i due motori utilizzati rimangono invariati nei loro valori di potenza massima. Contemporaneamente, l'opzione Range Extender venne eliminata dal listino, lasciando la i3 disponibile solo in configurazione puramente elettrica.
Nel luglio 2022, dopo 9 anni di produzione nello stabilimento di Lipsia e 250mila esemplari assemblati, viene tolta dai listini e interrotta la costruzione senza un'erede. La produzione si è conclusa con gli ultimi 10 esemplari realizzati in un'edizione speciale, denominati HomeRun Edition e basati sulla i3s, che si caratterizzano per colorazioni specifiche in abbinamento ad una dotazione full optional.

## La i3 nelle forze dell'ordine

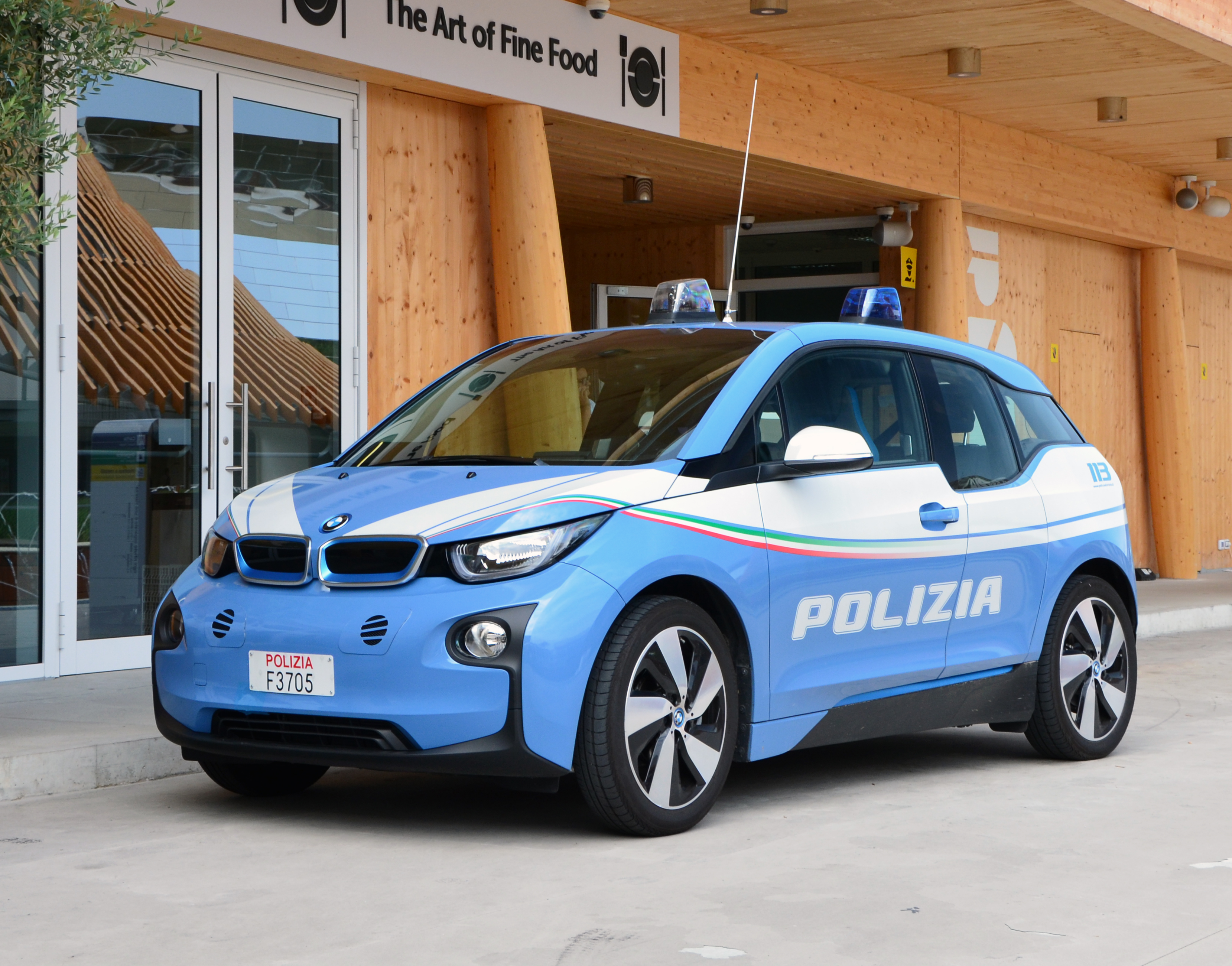
BMW i3 della Polizia di stato all'Expo 2015 di Milano

In occasione dell'Expo 2015, nell'aprile dello stesso anno, sono state arruolate quattro volanti della BMW i3 in comodato uso per l'utilizzo come organo di pattuglia durante l'esposizione universale. La vettura presenta la classica livrea bianco-celeste, dotata di una sottile striscia tricolore; inoltre è presente un sistema a doppio lampeggiante sul tetto e sull'anteriore è dotata di due fori circolari per utilizzo delle sirene.